# Дворец Кантакузино
Дворец Кантакузино (рум. Palatul Cantacuzino) — бывшая резиденция румынского государственного деятеля Георге Кантакузино, расположенная по адресу проспект Победы, дом 141, в городе Бухарест (Румыния). Он был построен по проекту архитектора Йона Бериндея в стиле бозар с несколькими комнатами, выполненные в стиле неорококо. Ныне в его стенах размещается музей Джордже Энеску.

## История
Дворец был построен в 1901—1902 годах по проекту румынского архитектора Йона Бериндея в стиле бозар для Георге Григоре Кантакузино, занимавшего различные важные посты во властных органах Румынии, в том числе бывшего премьер-министром страны и мэром Бухареста. После его смерти здание унаследовал его сын Михаил Г. Кантакузино, скоропостижно скончавшийся в 1929 году. В декабре 1939 года его вдова Мария вышла замуж за композитора Джордже Энеску, для неё это был второй брак. 10 августа 1913 года в стенах дворца был подписан Бухарестский мирный договор, ознаменовавший собой окончание Второй Балканской войны. Кроме того, во дворце Кантакузино, накануне Второй мировой войны размещался президиум Совета министров Румынии.
После смерти Джордже Энеску в 1955 году его жена изъявила в своём завещании желание, чтобы во дворце был размещен музей, посвящённый её супругу. В 1956 году был создан Национальный музей Джордже Энеску (рум. Muzeul Național "George Enescu").

## Описание
Экстерьер дворца и большинство его комнат выполнены в стиле бозар, некоторые — в стиле неорококо. Два льва у входа, ворота и ограды в стиле Людовика XIV придают зданию величественный вид. Во дворце Кантакузино регулярно проводились балы, занимавшие важное место в светской жизни Бухареста. Для оформления интерьеров здания Георге Григоре Кантакузино пригласил самых известных румынских художников того времени: Дордже Деметреску-Мирю, Николае Вермонта и Костина Петреску. Николае Вермонт создал шесть медальонов, три из которых были подписаны и датированы 1907 годом. Пять из этих шести медальонов размещаются над дверями в коридоре, ведущий в комнаты и расположенный справа от входа. Двое из них, «Пастух с овцами» (рум. Cioban cu Oile) и «Крестьянка с кувшином» (рум. Țărăncuță cu Cofă), создавались под впечатлением от работ Николае Григореску, под влиянием которого находился Вермонт.
В настоящее время для посетителей открыты только пять комнат дворца, остальные заняты различными учреждениями.